# غودرانو
الغُدران أو (نقحرة: غودرانو) (بالإيطالية: Godrano)‏ هي بلدية في مقاطعة باليرمو في صقلية الإيطالية.

## السكان
في سنة 1861 بلغ عدد السكان 838 نسمة، وتطور العدد ليصل في سنة 2011 لـ 1٬153 نسمة.
يظهر هذا المخطط البياني تطور النمو السكاني لـ الغدران